# Kuršumlija
Kuršumlija (ćirilično: Куршумлија) je naselje i središte istoimene općina u južnom dijelu Republike Srbije. Nalazi se u Središnjoj Srbiji i pripada Topličkom okrugu.

## Povijest
U rimsko doba ovdašnje naselje zvalo se Ad Fines, u prijevodu "Na kraju". Na brdu iznad naselja sagrađen je manastir sv. Nikole, prva zadužbina srpskog vladara Stefana Nemanje. Drugu svoju zadužbinu podigao je ovdje, hram Presvete Bogorodice. Krovovi obiju zadužbina bili su prekriveni olovom. Zbog dominirajućeg položaja nad gradom naselje je ponijelo ime Bele Crkve. Naselje je u predturska imena nosila ime Bele Crkve. U tursko doba promijenila je ime u Kuršumlija. Osmanlije nisu poštovali kršćanske crkve. Od olova za sakralnu namjenu, krov za manastir i hram, izlili su ih u nešto za profanu uporabu, za ubijanje, u puščana zrna (tur. kuršume). Naselje je spontano dobilo naziv Kuršumlija. 2010-ih oživio je manastir sv. Nikole na brdu iznad naselja, dotad više od desetljeća zatvoren. Manastir sv. Nikole djelimice je obnovljen, a ostatci hrama Presvete Bogorodice konzervirani. Oživljenjem manastira pokrenut je prijedlog za povratak starog srpskog imena. Lokalna samouprava se složila s inicijativom, ali se nije ozbiljnije o tome razmatralo. Tijekom posjete manastiru sv. Nikole 18. srpnja 2018., patrijarh srpski Irinej ponovio je inicijativu za vraćanje imena naselju u staro srednjovjekovno ime Bele Crkve. Općina ju je prihvatila. Budući da je u lokalnoj samoupravi ubrzo 2018. postignuta suglasnost, nije više bilo prepreka za vraćanje imena te ostaje samo zakonska procedura.

## Stanovništvo
Prema popisu stanovništva iz 2002. godine u naselju živi 13.639 stanovnika.
| Etnički sastav 2002. |            |        |
| Narod                | Stanovnika | %      |
| Srbi                 | 13.061     | 95,76% |
| Romi                 | 207        | 1,51%  |
| Crnogorci            | 57         | 0,41%  |
| Makedonci            | 12         | 0,08%  |
| Jugoslaveni          | 7          | 0,05%  |
| Goranci              | 6          | 0,04%  |
| Hrvati               | 4          | 0,02%  |
| Bugari               | 3          | 0,02%  |
| Rusi                 | 2          | 0,01%  |
| Rusini               | 1          | 0,00%  |
| nepoznato            | 239        | 1,75%  |

| broj stanovnika | 2382  | 2649  | 3391  | 7185  | 10550 | 12371 | 13639 |
|                 | 1948. | 1953. | 1961. | 1971. | 1981. | 1991. | 2002. |

## Vanjske poveznice
- Mape, aerodromi i vremenska situacija lokacija